# Paralampona kiola
Paralampona kiola is een spinnensoort uit de familie Lamponidae. De soort komt voor in New South Wales en Australisch Hoofdstedelijk Territorium.